# Franktjärnen (Bergs socken, Jämtland)
Franktjärnen är en sjö i Bergs kommun i Jämtland och ingår i Ljungans huvudavrinningsområde.